# Vespa-mandarina
A vespa-mandarina, também conhecida como vespa-gigante-asiática, é a maior vespa do mundo. É nativa do leste asiático temperado e tropical, sul da Ásia, sudeste da Ásia continental e partes do Extremo Oriente russo. Foi também encontrada no Noroeste Pacífico da América do Norte no final de 2019 e cientistas canadenses também confirmaram um espécime descoberto em 2020 em Langley, British Columbia, mas ainda sem informação que sugira que se tenham estabelecido lá. Preferem viver em montanhas e florestas baixas, evitando quase completamente planícies e climas de alta altitude. A Vespa mandarinia cria ninhos cavando, cooptando túneis preexistentes cavados por roedores ou ocupando espaços perto de raízes de pinheiros podres. Alimenta-se principalmente de insectos maiores, colónias de outros insectos eusociais, seiva de árvores e mel de colónias de abelhas. Esta vespa tem um comprimento de corpo de 45 milímetros, uma envergadura de cerca de 75 milímetros, e um ferrão com 6 milímetros de comprido, que injecta uma grande quantidade de veneno potente.
A vespa-mandarina é frequentemente confundida com a vespa-asiática (Vespa velutina), uma espécie invasora geradora de grande preocupação em toda a Europa.

## Taxonomia e filogenia
Vespa mandarinia é uma espécie do género Vespa, que compreende todas as vespas verdadeiras. Juntamente com outras sete espécies, V. mandarinia faz parte do grupo de espécies de V. tropica, definido pelo entalhe único localizado na margem apical do sétimo esterno gastral do macho. As espécies mais intimamente relacionadas dentro do grupo de espécies são V. soror. A forma triangular da margem apical do clípeo da fêmea é diagnóstica, o vértice de ambas as espécies é aumentado e a forma do ápice do edeago é distinta e semelhante. A divisão do género em subgéneros foi tentada no passado, mas foi abandonada devido à similaridade anatómica entre as espécies, e porque a similaridade comportamental não está associada à filogenia. Depois de 2012, existem apenas três subespécies reconhecidas: V. m. mandarinia Smith, 1852 (leste da China, Coreia, Rússia e Japão); V. mandarinia magnifica Smith, 1852 (China Ocidental, Índia, Nepal, Mianmar, Laos e Malásia peninsular); V. mandarinia nobilis Sonan, 1929 (apenas Taiwan). A antiga subespécie referida como V. mandarinia japonica não é considerada válida desde 1997.

## Descrição

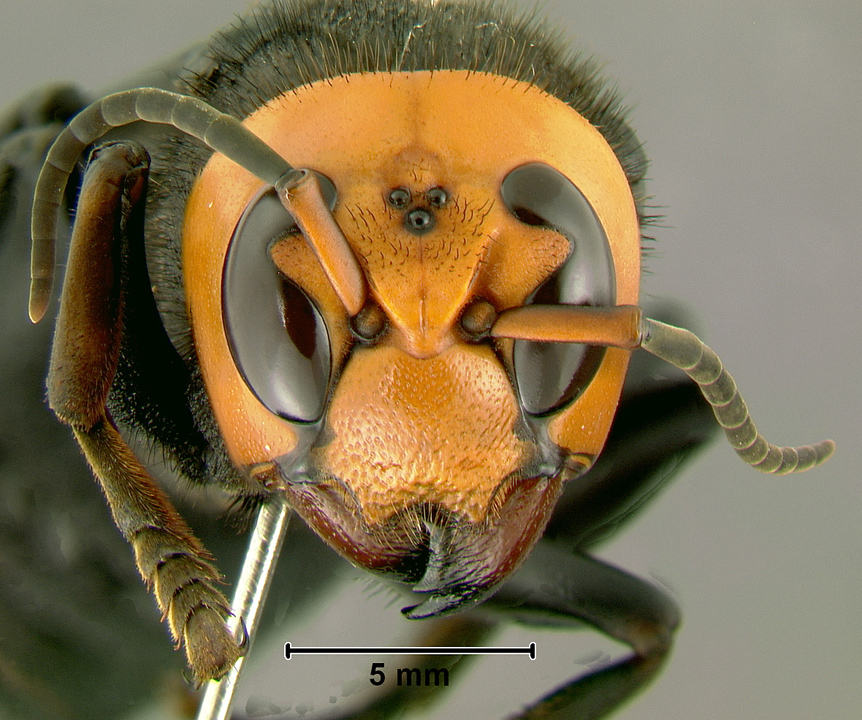
Detalhe da cabeça

Independentemente do sexo, a cabeça da vespa tem um tom de laranja claro e suas antenas são castanhas, com uma base amarelo-laranja. Os olhos e ocelos são castanho-escuros a pretos. A vespa-mandarina distingue-se das outras vespas pelo clípeo pronunciado e pela grande gena. A mandíbula laranja contém um dente preto que usa para cavar. O tórax é castanho-escuro, com duas asas cinzentas variando de 3,5 a 7,5 cm. As pernas dianteiras são mais brilhantes que as patas médias e traseiras, e a base destas é mais escura que as demais. O abdómen alterna entre faixas de castanho-escuro ou preto e um tom amarelo-laranja, consistente com a cor da cabeça. O sexto segmento é amarelo. O ferrão tem tipicamente 6 milímetros de comprimento e contém um potente veneno que, em casos de várias vespas picando simultaneamente, pode matar um humano.
As rainhas são consideravelmente maiores que as operárias, podendo exceder os 50 milímetros, enquanto as operárias estão entre 35 e 40 milímetros. A anatomia reprodutiva é comum entre os dois tipos, embora as operárias não se reproduzam. Os machos são semelhantes às fêmeas, mas não têm ferrão, uma característica comum entre os himenópteros.

## Distribuição geográfica

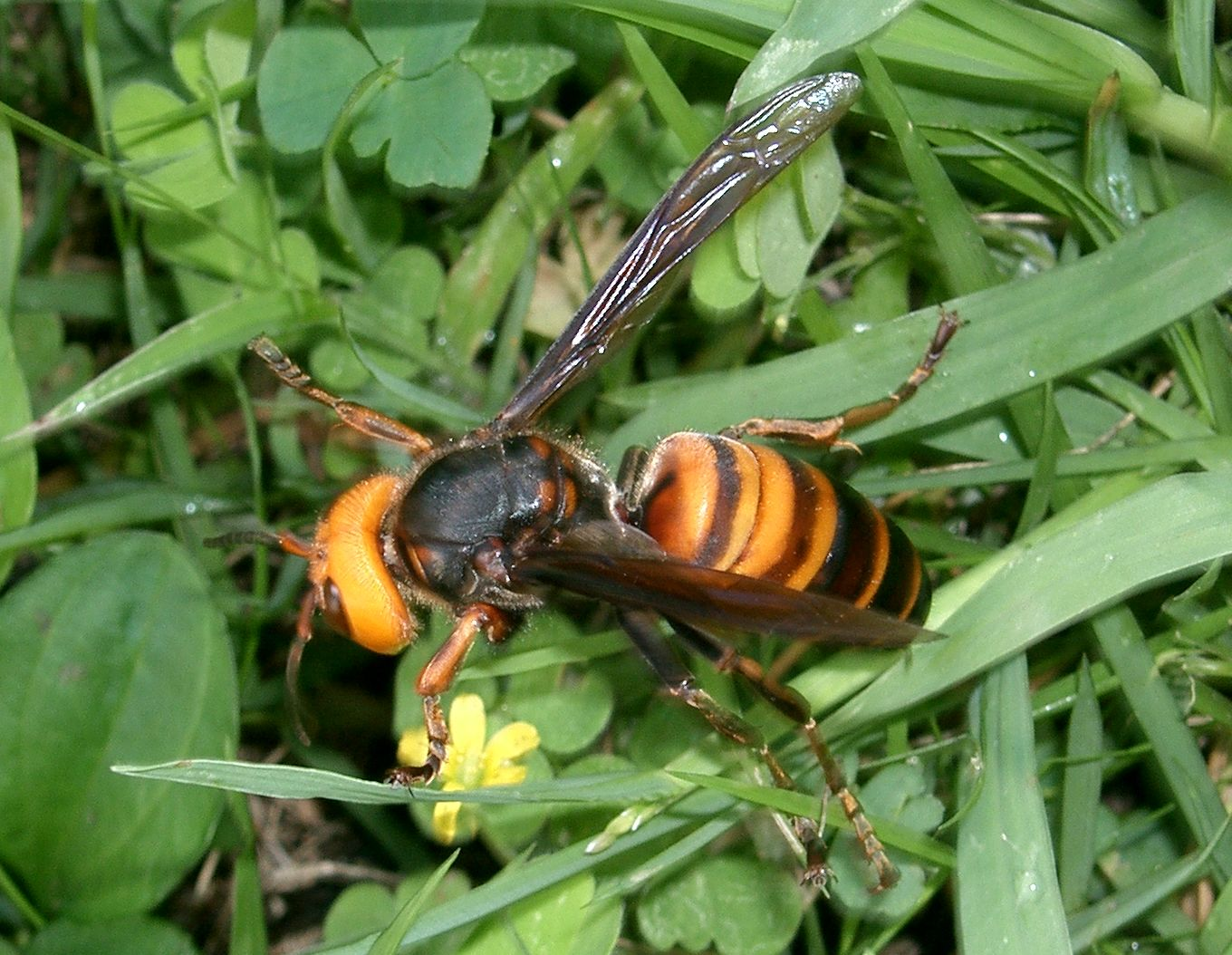
Vespa-gigante-asiática

A vespa pode ser encontrada no Krai de Primorsky, Krai de Khabarovsky (somente parte sul) e nas regiões do Oblast Autónomo Judaico da Rússia, da Coreia - onde é designada 장수말벌 , "vespa general"), China, Taiwan, Laos, Tailândia, Cambodja, Mianmar, Vietname, Nepal, Índia e Sri Lanka, sendo também comum no Japão, onde prefere áreas rurais nas quais pode encontrar árvores para nidificar, sendo conhecida como o ōsuzumebachi (オオスズメバチ(大雀蜂、大胡蜂), literalmente, "grande abelha pardal")  Em 2008, alguns meios de comunicação populares no Japão também se referiram a essa vespa como "satsujin suzumebachi" (殺人スズメバチ, literalmente, "vespa assassina"), um nome que foi repassado em 2020 a um repórter do New York Times.
Em Setembro de 2019, o Ministério da Agricultura da Colúmbia Britânica confirmou que vespas foram encontradas na ilha Vancouver, no Canadá, com um ninho sendo descoberto e posteriormente destruído na cidade de Nanaimo. Em Dezembro de 2019, o Departamento de Agricultura do Estado de Washington confirmou um avistamento relatado, assim como um espécime morto em Blaine, no lado americano da fronteira adjacente à Ilha Vancouver, sendo este o primeiro relatório dessa espécie nos Estados Unidos, e muito perto dos avistamentos de Setembro. Em Abril de 2020, as autoridades de Washington pediram aos membros do público que ficassem alerta, e que relatassem qualquer avistamento dessas vespas, cuja actividade deve começar em Abril, caso estejam na área. Se as vespas tiverem se estabelecido, supõe-se que "poderiam dizimar populações de abelhas nos Estados Unidos e estabelecer uma presença tão profunda que todas as esperanças de erradicação pudessem ser perdidas". Uma "caça em grande escala" desta espécie está a ser promovida pelo Departamento de Agricultura do Estado de Washington. As descobertas laboratoriais determinaram que os espécimes recolhidos na Colúmbia Britânica e no Estado de Washington eram de diferentes colónias, sugerindo assim terem ocorrido duas introduções simultâneas da vespa gigante asiática na América do Norte a aproximadamente 80 quilómetros uma da outra.

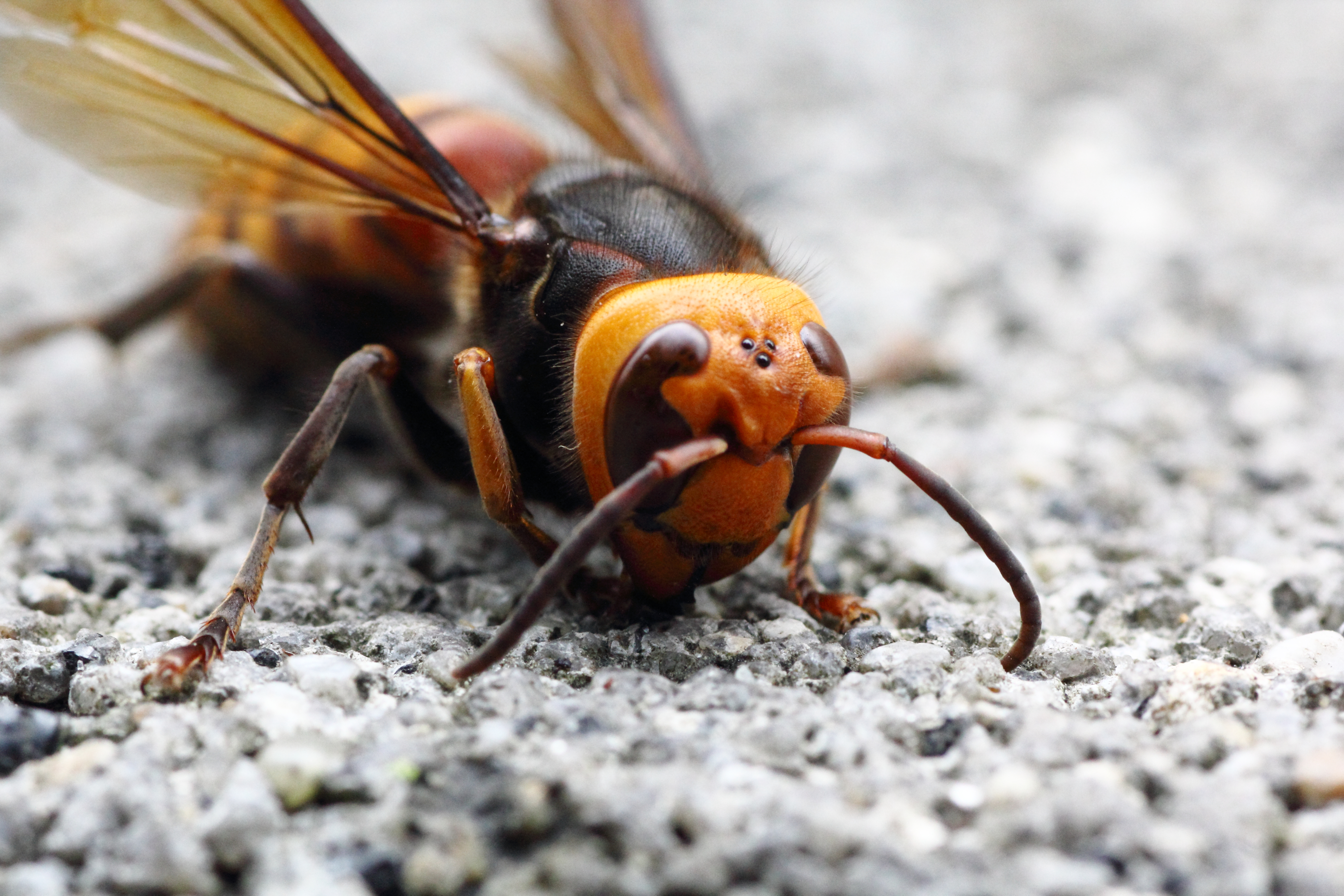
Corpo desfalecido de membro da subespécie vespa-gigante-japonesa

Relatos desta espécie vindos de outras partes do mundo são identificações erróneas de outras espécies de vespas, como V. orientalis e V. velutina na Europa.

## Nidificação

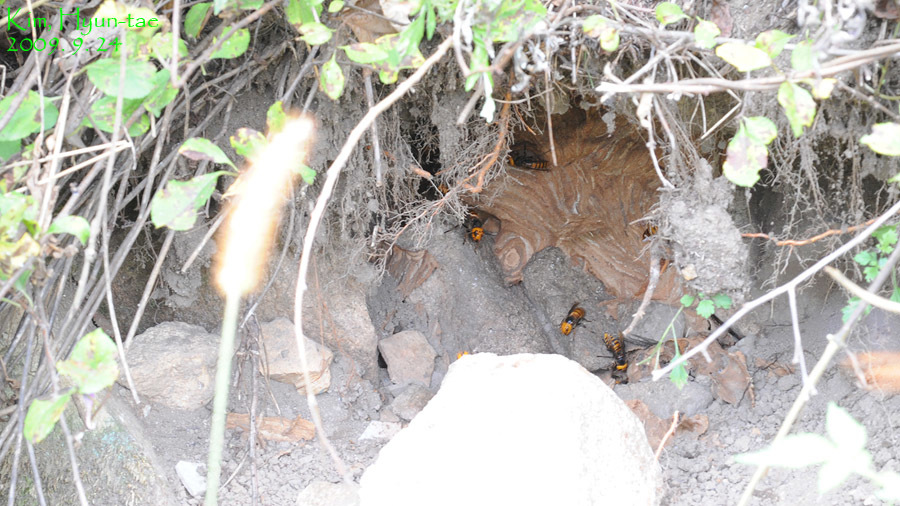
Ninho de vespa-gigante-asiática

A vespa mandarina nidifica no sopé de montanhas baixas e florestas de várzea. Sendo uma espécie particularmente dominante, nenhum esforço é direccionado à conservação da V. mandarinia ou dos seus habitats, sendo comuns em áreas de baixa perturbação humana. Ao contrário de outras espécies de vespa, a V. mandarinia habita quase exclusivamente ninhos subterrâneos. Num estudo levado a cabo em 31 ninhos, 25 foram encontrados em torno de raízes de pinheiros podres. Além disso, roedores, cobras e outros animais escavadores haviam feito alguns dos túneis, usando-os como tocas. Os ninhos encontravam-se a uma profundidade variável de 6 a 60 centímetros. A entrada na superfície do solo varia em comprimento de 2 a 60 centímetros, encontrando-se tanto horizontalmente, inclinada ou verticalmente. As rainhas que haviam que acharam o ninho preferem cavidades estreitas.
Os ninhos desta vespa normalmente não possuem um envelope desenvolvido. Durante os estágios iniciais de desenvolvimento, o envelope está em formato de tigela invertida. À medida que o ninho se desenvolve, são criadas uma a três folhas ásperas de favos. Frequentemente, um favos primordiais são criados simultaneamente, e mais tarde fundidos num único favo.
Os favos são conectados através de um sistema de pilar principal e pilares secundários, possuindo os ninhos geralmente entre quatro a sete favos. O favo superior é abandonado após o Verão, e deixado em decomposição. O maior favo encontra-se na parte do meio para o fundo do ninho. Os maiores favos criados pela mandarina mediam  49,5 por 45,5 centímetros, com 1.192 células, sem obstáculos, e de forma circular,  e 61 por 48 centímetros, elípticos e enrolados no sistema radicular. Em algumas aldeias serranas japonesas, os ninhos são escavados, sendo as larvas consideradas uma iguaria quando fritas.

## Ciclo da colónia
O ciclo de nidificação de V. mandarinia é bastante consistente com o de outros insectos eusociais, apresentando seis fases por ciclo.

### Período de pré-descanso
Tanto as rainhas inseminadas como as não insemindas entram em hibernação após um ciclo. Aparecem pela primeira vez no início e meados de Abril, começando a se alimentar da seiva de carvalhos. Embora esse momento seja comum entre as vespas, a V. mandarinia domina o abastecimento, preferindo e controlando as fontes de seiva de primeira categoria. Entre as rainhas de V. mandarinia, há uma hierarquia de dominância. As rainhas de primeira linha começam a se alimentar, enquanto as outras rainhas formam um círculo ao seu redor. Quando a rainha do topo termina, a segunda rainha do nível mais alto é alimentada. Esse processo repete-se até que a última rainha se alimente numa má hora.

### Períodos solitários, cooperativos e poléticos
Em finais de Abril, as rainhas inseminadas começam a procurar locais de nidificação. As não inseminadas não chegam a procurar ninhos, pois os seus ovários nunca se desenvolvem completamente. As vespas continuam a se alimentar, vindo a desaparecer no início de Julho.

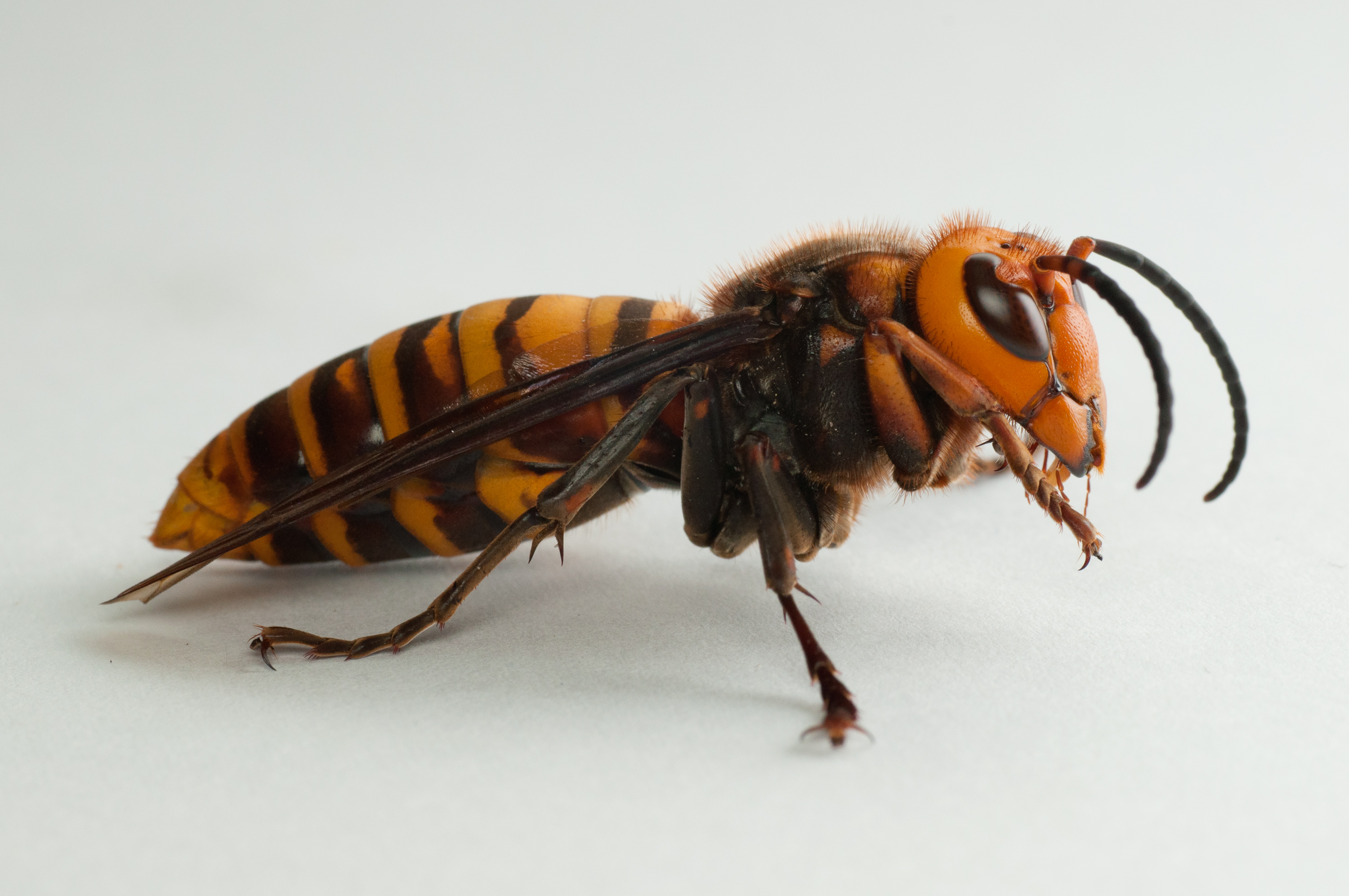
Macho ou vespão de vespa-gigante-asiática

Uma rainha inseminada começa a criar células relativamente pequenas, nas quais cria cerca de 40 pequenas operárias, as quais não começam a trabalhar fora da colmeia até Julho. As rainhas participam de actividades fora da colmeia até meados de Julho, quando se recolhem ao ninho, permitindo que as operárias realizem actividades extranidais. No início de Agosto o ninho encontra-se já totalmente desenvolvido, contendo três favos, cada um com 500 células e 100 operárias. Após meados de Setembro, não há mais deposição de ovos, e o foco muda para o cuidado com as larvas. As rainhas morrem no final de Outubro.

### Dissolução e período de hibernação
Os machos e as novas rainhas assumem as suas responsabilidades em meados de Setembro e meados de Outubro, respectivamente. Durante esse período, a cor do corpo torna-se intensa, e o peso da rainha aumenta cerca de 20%. Tanto os machos como a rainha não retornam após deixar o ninho. No caso da V. mandarinia, os machos esperam do lado de fora da entrada do ninho até a rainha emergir. Quando esta emerge, os machos interceptamna no ar, trazem-na para o chão, copulando de 8 a 45 segundos, após o que retornam à entrada para uma segunda tentativa, quando a rainha sair. Muitas rainhas tentam combater os machos, saindo sem ser fertilizadas. As rainhas são depois encontradas em habitats húmidos e subterrâneos.
Quando os indivíduos sexuados emergem, as operárias mudam seu foco alimentar de proteínas e animais para carboidratos. Os últimos indivíduos sexuados a emergir morrem de fome.

## Picada
O ferrão da vespa gigante asiática mede cerca de 6 milímetros, injectando um veneno especialmente potente que contém, como muitos venenos de abelhas e vespas, um peptídeo citolítico, um mastoparan, que pode danificar o tecido ao estimular a acção da fosfolipase, para além da sua própria fosfolipase. O ferrão desta vespa mede cerca de 4,5 milímetros a mais que o de uma abelha comum. Masato Ono, entomologista da Universidade Tamagawa, perto de Tóquio, descreveu a sensação da picada como "um prego quente sendo enfiado na minha perna".
O veneno contém uma neurotoxina, a mandaratoxina, um polipeptídeo de cadeia única com um massa molecular em torno de 20 kD. Embora uma única vespa não seja capaz de injectar uma dose letal, esta pode ser letal mesmo em pessoas que não sejam alérgicas se a dose for suficiente, ou seja, se forem recebidas várias picadas. No entanto, quando a vítima é alérgica ao veneno, isso aumenta em muito o risco de morte. Testes com ratos revelaram que o veneno fica aquém de ser o mais letal veneno de vespa, tendo um LD50 de 4,0 mg/kg. Em comparação, o veneno de vespa mais mortal, pelo menos para ratos de laboratório, pertence com grande vantagem à Vespa luctuosa, com 1,6 mg/kg. A potência da picada deve-se à quantidade relativamente grande de veneno injectado.

### Efeitos de picadas em seres humanos
Desde 2001, o número anual de mortes humanas causadas por picadas de abelhas, vespas e vespas no Japão tem variado entre 12 e 26. Como esse número também inclui mortes causadas por outras espécies de vespas e abelhas, o número de mortes causadas por vespas gigantes asiáticas é provavelmente significativamente menor.
os avisos na China são que as pessoas picadas mais de dez vezes recorram a ajuda médica, e a tratamento de emergência quando tiverem levado mais de 30 picadas. As picadas podem causar insuficiência renal. Em 2013, as picadas de vespas gigantes asiáticas mataram 41 pessoas e feriram mais de 1.600 em Xianxim, na China.
As mortes por envenenamento estão relacionadas principalmente a choque anafilático ou paragem cardíaca, ocorrendo como resultado da falência de múltiplos órgãos, geralmente após um grande número de picadas.
Todas as vítimas de picada exibiram sinais de hemorragia e necrose da pele, causadas provavelmente pela incapacidade de neutralizar efectivamente o veneno ou a toxicidade invulgarmente potente dessa quantidade de picadas. Em ambos os casos, essas picadas levaram à lesão de múltiplos órgãos. Embora nem todos tenham apresentado lesões ou necrose, existe uma forte correlação entre o número de picadas e a gravidade da lesão. Os que morreram, em média, foram picados 59 vezes (com desvio padrão de 12), enquanto os que sobreviveram sofreram 28 picadas (com desvio padrão de 4).

## Parasitas
O inseto Xenos moutoni é um parasita comum entre as espécies de Vespa. Num estudo de parasitas entre estas espécies, 4,3% das fêmeas de V. mandarinia haviam sido parasitadas. Os machos não foram estilopizados (parasitados por Stylopidae, como Xenos moutoni). A largura da cabeça do estilóide e da cabeça do hospedeiro está positivamente correlacionada. A principal consequência da parasitação é a incapacidade de se reproduzir para o ano seguinte. A rainhas estilopizadas seguem o mesmo destino que rainhas não  inseminadas, não procurando uma área para criar uma nova colónia e se alimentar de seiva até o início de julho, quando desaparecem. Noutras espécies de Vespa, os machos também têm a possibilidade de serem estilizados. As consequências para os dois sexos são semelhantes, uma vez que nenhum dos dois é capaz de se reproduzir.

## Comunicação e percepção
A V. mandarinia usa pistas visuais e químicas como um meio de navegar, tanto ela própria como as outras, para o local desejado. A marcação por aroma tem sido discutida como uma maneira das vespas direccionarem outros membros da colónia para uma fonte de alimento. Mesmo com danos nas antenas, a V. mandarinia foi capaz de navegar sozinha. Apenas não conseguiu encontrar o seu destino quando a deficiência visual foi induzida. Isso implica que, embora a sinalização química seja importante, as pistas visuais desempenham um papel igualmente importante na orientação dos indivíduos. Outros comportamentos incluem a formação de uma “corte real” composta por operárias que lambem e mordem a rainha, ingerindo as suas ferormonas.
Estas ferormonas poderiam comunicar-se directamente entre a rainha e a sua corte, ou indirectamente entre a sua corte e outras operárias, devido às ferormonas ingeridas. Isso é apenas especulação, já que nenhuma evidência directa que sugira que isto aconteça foi recolhida até à data. A V. mandarinia também comunica acusticamente. Quando as larvas estão com fome, raspam as mandíbulas contra as paredes da célula. Além disso, as vespas adultas clicam as suas mandíbulas como um aviso para outras criaturas que invadem o seu território.

## Marcação por aroma
A V. mandarinia é a única espécie de vespa social conhecida por aplicar um aroma para direccionar a sua colónia a uma fonte de alimento. A vespa secreta o produto químico pela sexta glândula esternal, também conhecida como glândula de Van der Vecht. Este comportamento é observado durante os ataques outonais, após os vespões começarem a caçar em grupos, em vez de individualmente. A capacidade de aplicar aromas pode ter surgido pela grande dependência entre estas vespas, e as colónias de abelhas como a sua principal fonte de alimento. Uma única vespa é incapaz de enfrentar uma colónia inteira de abelhas, uma vez que espécies como Apis cerana têm um mecanismo de defesa bem organizado. As abelhas enxameiam uma vespa e agitam as suas asas para aquecer a vespa e elevar o dióxido de carbono até um nível letal. Por esta razão, ataques organizados são muito mais eficazes e devastam facilmente uma colónia de dezenas de milhar de abelhas.

## Domínio entre espécies
Numa experiência em que foram observadas quatro espécies de Vespa, V. ducalis, V. crabro, V. analis e V. mandarinia, V. mandarinia foi a espécie dominante, sendo definidos vários parâmetros para o determinar. O primeiro parâmetro observou partidas mediadas pela interacção, definidas como cenários em que uma espécie deixa a sua posição devido à chegada de um indivíduo mais dominante. A proporção de partidas mediadas por interacção foi a mais baixa para V. mandarinia. Outro parâmetro medido foi a tentativa de entrada do patch. Ao longo do tempo observado, conspecíficos (interações com a mesma espécie) resultaram em entrada recusada muito mais do que heteroespecíficos (interações com espécies diferentes). Por fim, foram observadas brigas entre essas vespas, Pseudotorynorrhina japonica, Neope goschkevitschii e Lethe sicelis, sendo a V. mandarinia mais uma vez a espécie mais dominante. Em 57 lutas separadas, foi observada apenas uma derrota para Neope goschkevitschii, dando a V. mandarinia uma taxa de vitória de 98,3%. Com base em partidas mediadas por interacção, tentativa de entrada de patches e brigas interespecíficas, V. mandarinia é a espécie mais dominante.

## Predação

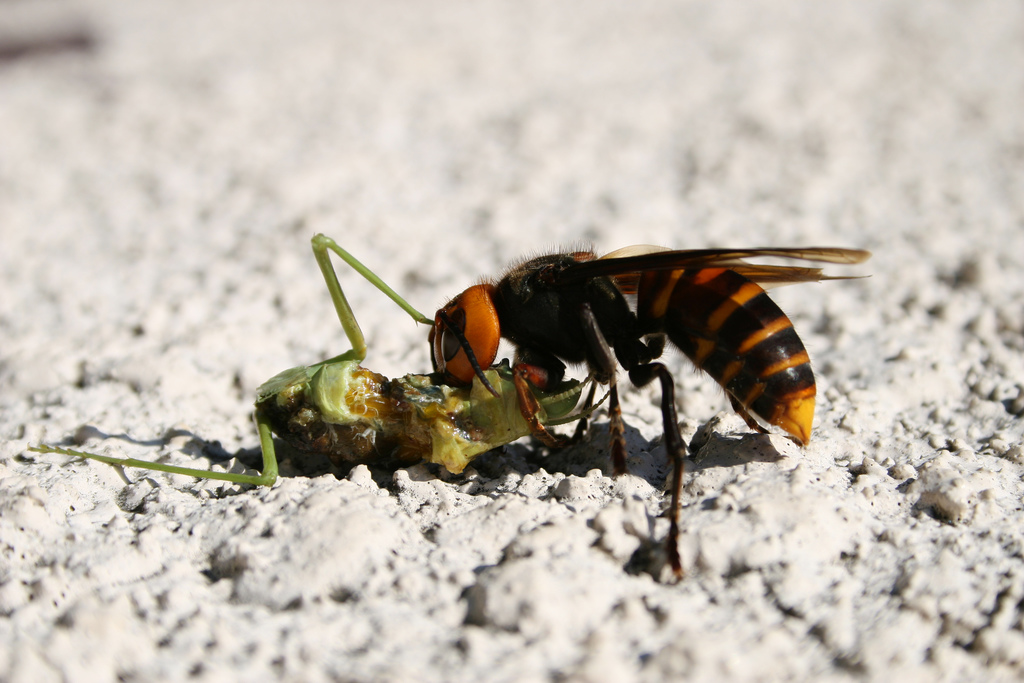
Vespa-gigante-asiática alimentando-se de um louva-a-deus

A vespa-gigante-asiática é intensamente predatória; caça insectos de tamanho médio a grande, como abelhas, outras espécies de vespas e louva-a-deus. Estes últimos são alvos preferidos no final do Verão e Outono. Insectos grandes como os louva-a-deus são as principais fontes de proteínas para alimentar larvas de rainhas e vespões. As operárias buscam alimentar as suas larvas e, como as presas podem incluir pragas agrícolas, os vespões às vezes são considerados benéficos para a agricultura. O vespão geralmente ataca as colónias de outras espécies de Vespa, sendo a Vespa simillima uma presa comum, e as colmeias de abelhas, para obter adultos, pupas e larvas como alimento para suas próprias larvas; por vezes chegam a canibalizar as colónias umas das outras. Um único batedor, às vezes dois ou três, aproximam-se cautelosamente da colmeia, produzindo ferormonas para levar os seus companheiros de ninho à colmeia. As vespas podem devastar uma colónia de abelhas, sobretudo no caso da abelha-europeia introduzida; um único zangão pode matar até 40 abelhas por minuto devido às suas grandes mandíbulas, que podem rapidamente atacar e decapitar presas. As picadas das abelhas são ineficazes, uma vez que as vespas têm cinco vezes o seu tamanho e são fortemente blindadas. Um número reduzido de vespas, abaixo das 50, consegue exterminar uma colónia de dezenas de milhar de abelhas em poucas horas. As vespas podem voar até 100 quilómetros num único dia, a velocidades de até 40 km/h.
As larvas de vespas podem digerir proteínas sólidas, embora os adultos não o consigam fazer; as vespas adultas apenas podem beber os sucos de suas vítimas e mastigar as suas presas numa pasta para alimentar as larvas. As operárias desmembram os corpos de presas para retornar apenas ao ninho as partes mais ricas em nutrientes, como os músculos de vôo. Em geral, as larvas de vespas sociais predatórias, e não apenas as de Vespa, secretam um líquido claro, por vezes chamado de mistura de aminoácidos de Vespa, cuja composição exacta de aminoácidos varia consideravelmente de espécie para espécie, que produzem para alimentar os adultos sob demanda.

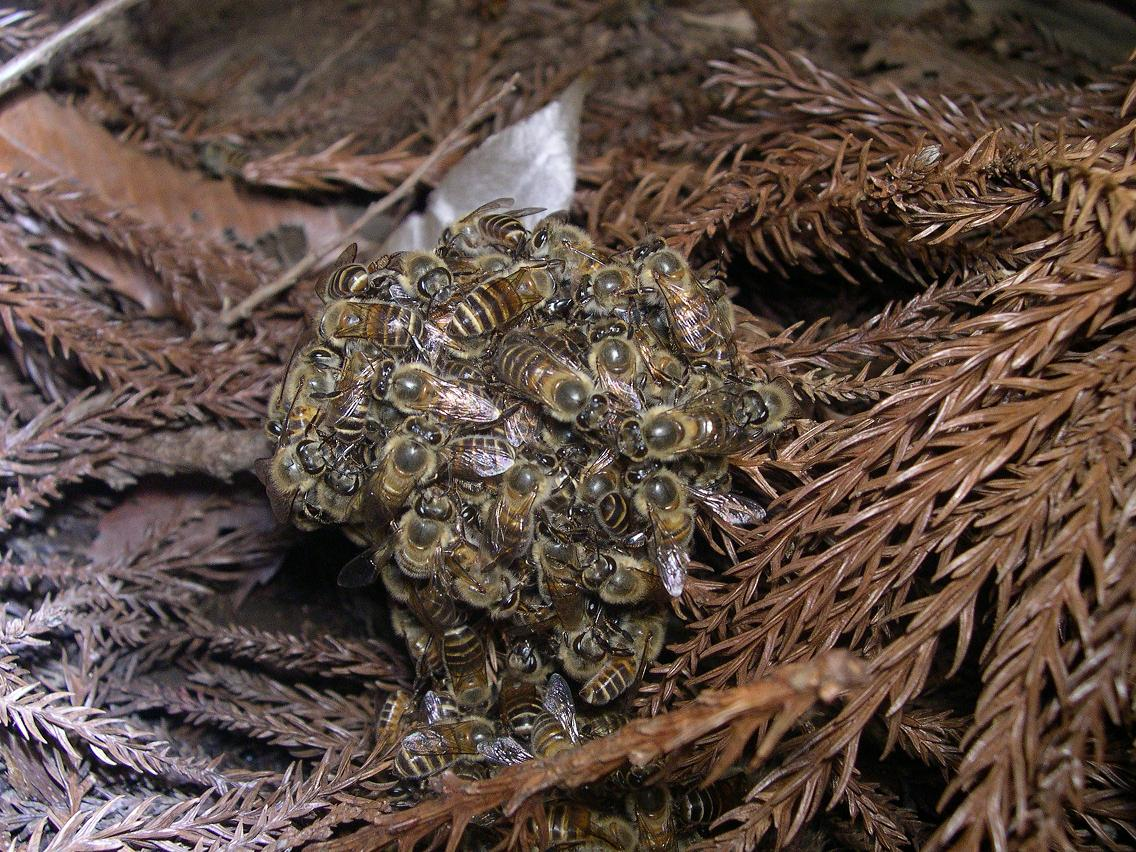
Bola defensiva de abelhas japonesas (Apis cerana japonica), na qual duas vespas (Vespa simillima xanthoptera) são engolidas, incapacitadas, aquecidas e eventualmente mortas: esse tipo de defesa também é usado contra as vespas gigantes asiáticas.

### Abelhas nativas
No Japão, apicultores tentaram introduzir abelhas-europeias (Apis mellifera), em virtude da sua alta produtividade. Estas abelhas não têm defesa inata contra as vespas, as quais podem destruir rapidamente suas colónias. Embora um punhado de vespas gigantes asiáticas possa derrotar facilmente as defesas descoordenadas de uma colónia de abelhas-europeias, a abelha-japonesa (Apis cerana japonica) tem uma estratégia eficaz. Quando uma vespa batedora localiza-se e aproxima-se de uma colmeia japonesa, emite ferormonas que actuam como sinais específicos de caça. Quando as abelhas japonesas detectam essas ferormonas, cerca de cem agrupam-se perto da entrada do ninho e montam uma armadilha, mantendo a entrada aberta, permitindo que a vespa entre na colmeia. Quando esta entra, uma multidão de centenas de abelhas a envolve numa bola, cobrindo-a completamente e impedindo que reaja efectivamente. As abelhas vibram violentamente os seus músculos de voo, da mesma maneira que fazem para aquecer a colmeia em condições frias, elevando a temperatura na bola para o valor crítico de 46 °C. Adicionalemnte, os esforços das abelhas aumentam o nível de dióxido de carbono (CO 2 ) na bola. Nessa concentração de CO 2, as vespas conseguem tolerar até 50 °C, mas o vespão não consegue sobreviver à combinação de alta temperatura e alto nível de dióxido de carbono. Algumas abelhas morrem junto com o invasor, assim como acontece quando atacam outros invasores com as suas picadas, mas matando o vespão, evitam que este invoque reforços que destruiriam toda a colónia.
Pesquisas detalhadas sugerem que esse relato do comportamento das abelhas e algumas espécies de vespas é incompleto, e que as abelhas e os predadores estão desenvolvendo estratégias para evitar conflitos caros e mutuamente inúteis. Em vez disso, quando as abelhas detectam vespas exploradoras, transmitem um sinal de "eu a vejo" que normalmente adverte o predador. Outra defesa utilizada pela Apis cerana consiste em acelerar drasticamente o retorno à colónia, a fim de evitar ataques no ar.

## Exterminação
Desde 1973, seis métodos diferentes têm sido usados para controlar vespas no Japão. Embora esses métodos diminuam os danos causados por V. mandarinia, controlá-las inteiramente é difícil.
Espancamento: Os vespões são esmagados com varas de madeira de cabeça plana. Estes não contra-atacam quando estão na fase de caça às abelhas ou na fase de ataque de colmeias ("abate"), mas guardam agressivamente uma colmeia quando matam os defensores e a ocupam. O maior gasto nesse método é o tempo, pois o processo é ineficiente.
Remoção de ninhos: A aplicação de venenos ou fogos à noite é uma maneira eficaz de exterminar uma colónia, sendo a parte mais difícil dessa táctica encontrar os ninhos subterrâneos. O método mais comum de descobrir ninhos é dar um pedaço de sapo ou carne de peixe presa a uma bola de algodão a uma vespa, seguindo-a depois de volta ao ninho. Com V. mandarinia, isso é particularmente difícil, uma vez que o seu raio de voo doméstico varia normalmente entre um a dois quilómetros. A V. mandarinia consegue viajar até oito quilómetros de distância do ninho.
Armadilhas para iscas: São colocadas em apiários. O sistema consiste em vários compartimentos que direccionam a vespa para um orifício unilateral difícil de retornar, uma vez que fica num compartimento em cul-de-sac, localizado na parte superior da caixa, da qual as abelhas podem escapar através de uma abertura de malha, mas as vespas não, devido ao seu tamanho grande. As iscas usadas para atrair as vespas incluem uma solução diluída de geleia de milho, solução de açúcar bruto com uma mistura de intoxicantes, vinagre ou essência de frutas.
Envenenamento em massa: As vespas no apiário são capturadas e alimentadas com uma solução de açúcar ou abelha que foi envenenada com malatião. Espera-se que a toxina se espalhe através da trofalaxia. Este método em princípio é bom, mas não foi extensivamente testado.
Armadilha nas entradas da colmeia: Prende-se a armadilha à frente das colmeias. A sua eficácia é determinada pela sua capacidade de capturar vespas, permitindo que as abelhas escapem facilmente. A vespa entra na armadilha e captura uma abelha. Quando tenta voar de volta pela entrada da colmeia, atinge a frente da armadilha. A vespa voa para cima para escapar e entra na câmara de captura, onde as vespas são deixadas para morrer. Algumas vespas encontram uma maneira de escapar da armadilha pela frente, de modo que estas armadilhas podem ser muito ineficientes.
Telas de protecção: Havendo resistência, os vespas perdem o desejo de atacar e, em vez disso, recuam. Diferentes medidas para aplicar resistência incluem ervas daninhas, arame ou redes de pesca ou limitação do tamanho da passagem para que apenas as abelhas possam atravessar. Vespas experientes percebem o truque, e eventualmente ficam nessas armadilhas, aguardando a chegada das abelhas. O melhor método de controle de vespas é combinar essas telas de protecção com armadilhas.

## Uso como suplemento nutricional
A mistura de aminoácidos da Vespa é um suplemento nutricional, que consiste em saliva larval vendida com a intenção de melhorar a resistência durante o exercício. Várias empresas na Ásia e na Europa começaram a fabricar suplementos alimentares e bebidas energéticas que contêm versões sintéticas de secreções das larvas de V. mandarinia, que as vespas adultas geralmente consomem. Os fabricantes destes produtos alegam que o consumo das secreções de vespas larvais (comercializadas como "suco de vespas") aumenta a resistência humana devido ao efeito que esta tem no desempenho das vespas adultas. Durante os testes de laboratório em ratos, observou-se um aumento da lipólise nos adipócitos de ratos, além de melhorar a resistência na natação, diminuir o lactato e aumentar a concentração de glicose na corrente sanguínea. Embora os testes com ratos tenham produzido resultados optimistas, os testes em humanos foram inconclusivos. Dez ciclistas treinados receberam uma dose de 80 ml da mistura ou um placebo de bebida desportiva. As variáveis testadas incluíram o tempo para completar os 20 km em corrida, potência de pico, potência média, frequência cardíaca máxima e frequência cardíaca média. Os participantes que consumiram tiveram uma frequência cardíaca máxima significativamente menor, mas nenhuma outra mudança estatisticamente significativa foi observada.